# Planche à dépiquer

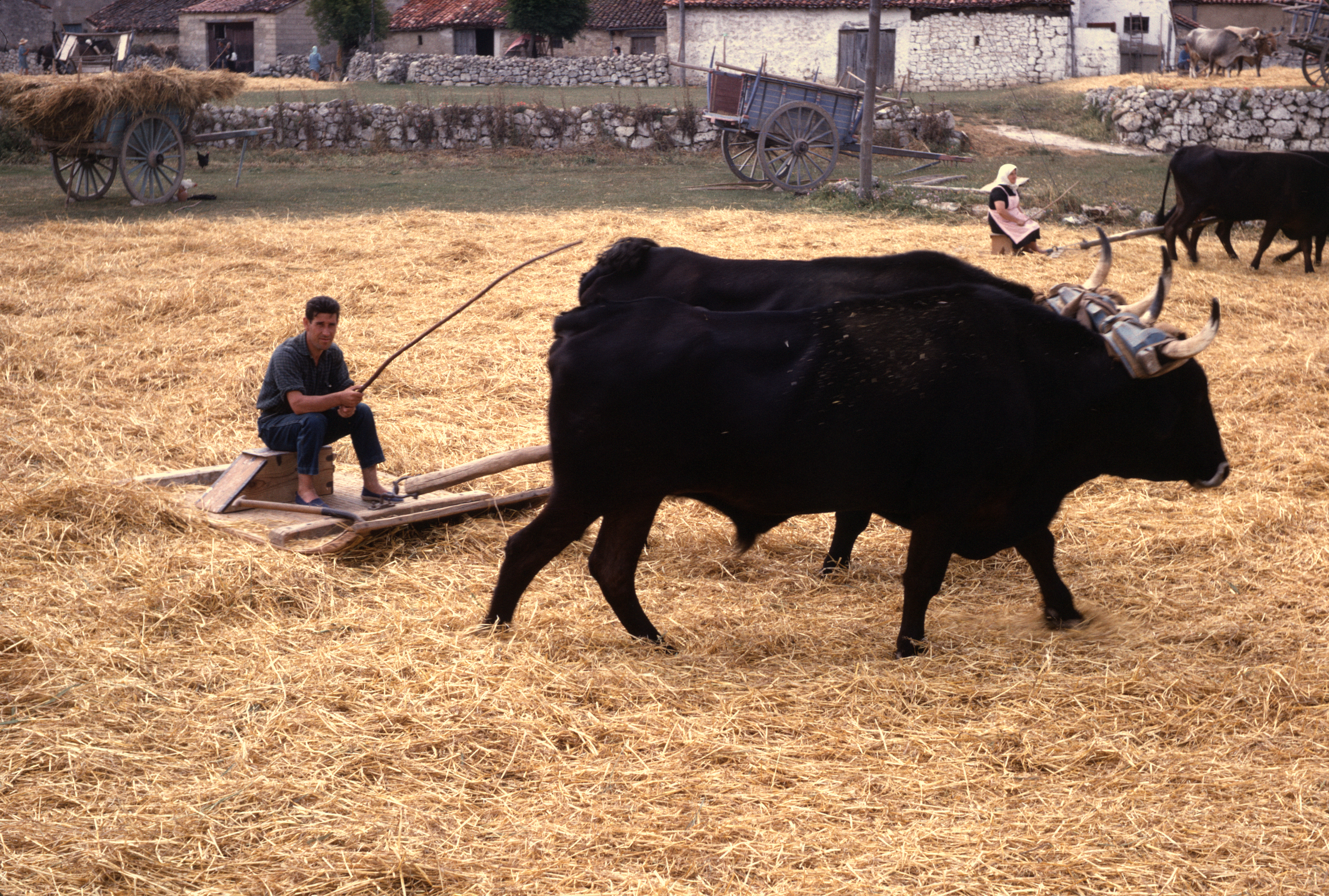
Traineau à dépiquer dans la Cantabrie en Espagne en 1966.

Une planche à dépiquer est un panneau en bois, presque rectangulaire, utilisé autrefois pour le dépiquage des céréales. Également appelée tribulum, traîneau à dépiquer  et picaïre, la planche à dépiquer était garnie d'éclats de pierre, (silex, par exemple) ; elle était tirée par un ou deux animaux, et on la passait sur des gerbes de céréales séchées, étendues sur une aire à dépiquer pavée de pierres rondes de quartzite.
L'aire à dépiquer est le lieu le plus élevé, proche des gerbiers et si possible du grenier, revêtue de terre argileuse durcie ou de pavés. On trouve couramment cette expression dans les titres de propriété anciens pour décrire une cour réservée à dépiquer les céréales.
L'emploi des planches à dépiquer était très fréquent dans l'agriculture espagnole traditionnelle en été, pour le dépiquage des céréales (là où le fléau agricole était à peine utilisé) ainsi que dans d'autres pays, spécialement dans le bassin méditerranéen, avant l'introduction de la batteuse (la moissonneuse-batteuse fait la récolte des céréales, le battage et le nettoyage, en une seule opération).

## Galerie

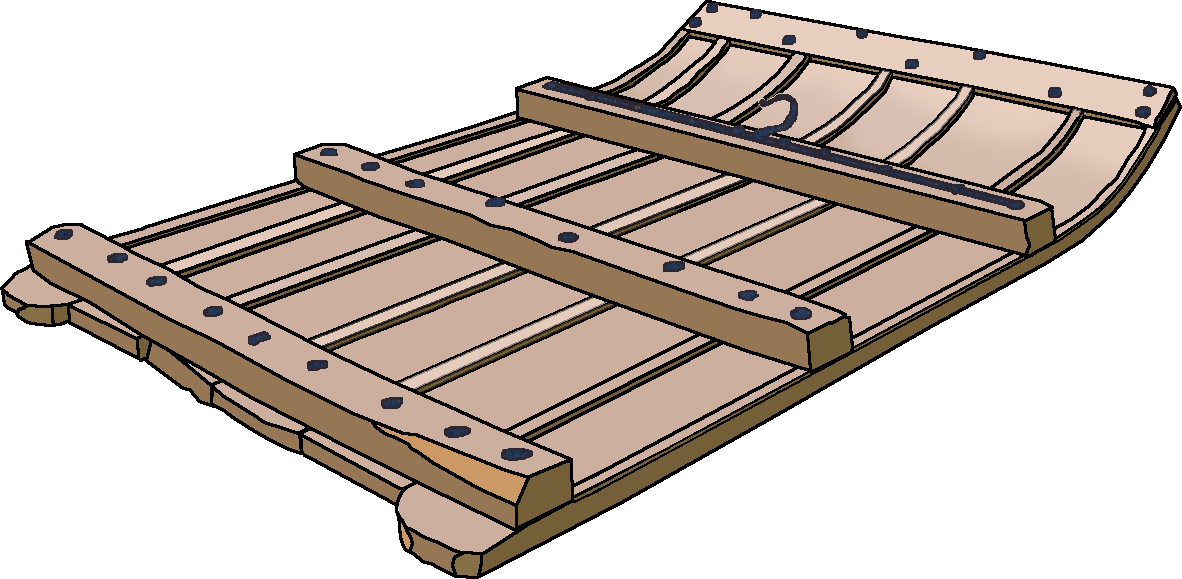
Trillo, planche à dépiquer espagnole
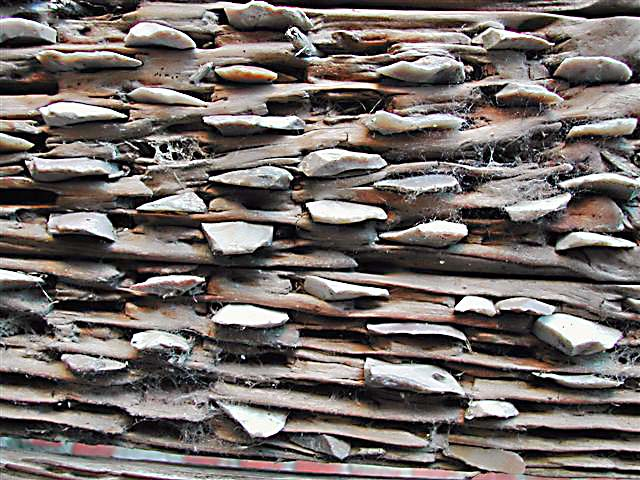
Éclats de la partie postérieure (« ventre ») d'une planche à dépiquer
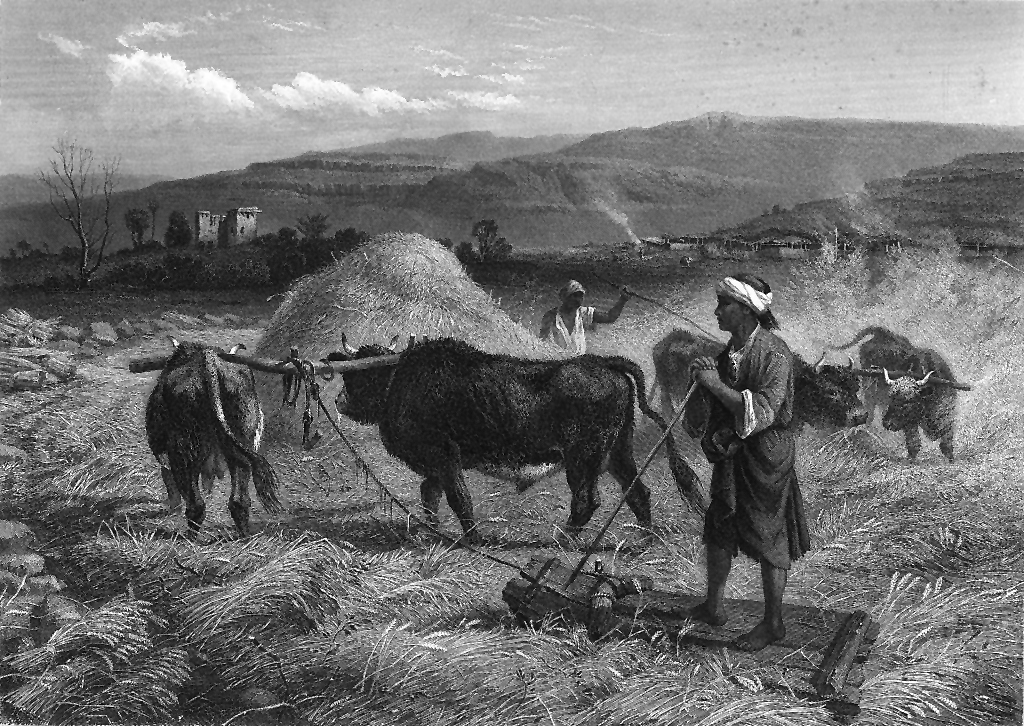
Dépiquage traditionnel au Proche-Orient